# Meißen (stad)
Meißen is een gemeente en plaats 25 km ten noordwesten van Dresden, in de Duitse deelstaat Saksen. Het is de Kreisstadt van de Landkreis Meißen. De stad telt 28.231 inwoners.
De nederzetting werd gevormd bij een bocht in de Elbe en wordt aan het einde van de 9e eeuw voor het eerst vermeld. Op de steile burchtheuvel verrees in de dertiende eeuw een gotische kathedraal, die in de negentiende eeuw met twee beeldbepalende torens verfraaid werd. Aan het einde van de vijftiende eeuw werd daar de Albrechtsburg naast gebouwd, het eerste niet als vesting gebouwde kasteel van Duitsland, bedoeld als residentie voor de hertogen van Saksen.
In 1710 begon Johann Friedrich Böttger in de Albrechtsburg met de fabricage van het beroemde Meissener porselein, dat meer dan wat ook de naam Meissen wereldbekend heeft gemaakt.

## Partnersteden
- Korfoe (Griekenland)
- Litoměřice (Tsjechië)

## Geboren
- Sigismund van Saksen (1416–1471), de tweede zoon van keurvorst Frederik I van Saksen en Catharina van Brunswijk-Lüneburg
- Hendrik van Saksen (1422–1435), een zoon van keurvorst Frederik I van Saksen en Catharina van Brunswijk-Lüneburg
- Willem III van Saksen (1425–1482), de jongste zoon van Saksisch keurvorst Frederik I en Catharina van Brunswijk-Lüneburg
- Amalia van Saksen (1435–1501), een prinses van Saksen en door haar huwelijk hertogin van Beieren-Landshut
- Anna van Saksen (1437–1512), van 1458 tot 1486 markgravin van Brandenburg-Ansbach en van 1471 tot 1486 keurvorstin-gemalin van Brandenburg
- Ernst van Saksen (1441–1486), de oudste zoon van keurvorst Frederik II van Saksen en Margaretha van Oostenrijk
- Adalbert van Saksen (1467–1484), diocesaan administrator van het Keurvorstendom Mainz
- Johan de Standvastige (1468-1532), keurvorst van Saksen
- Margaretha van Saksen (1469–1528), Saksische prinses
- George van Saksen (1471–1539), hertog van Saksen van 1500 tot 1539
- Samuel Hahnemann (1755–1843), grondlegger der homeopathie
- Paul Baum (1859–1932), (neo-impressionistisch) kunstschilder, tekenaar en kunstpedagoog
- Erich Naumann (1905–1951), SS-Brigadeführer
- Gerhard Kapitän (1924-2011), onderwaterarcheoloog
- Karl Heinz Rosch (1926–1944), militair
- Peter Schreier (1935-2019), tenor en dirigent
- Frank Forberger (1943–1998), Oost-Duits roeier
- Walter Dießner (1954), Oost-Duits roeier
- Ullrich Dießner (1954), Oost-Duits roeier
- Karin Metze (1956), roeister
- Ralf Schumann (1962), schutter
- Beatrix Schröer (1963), roeister

## Cultuur en bezienswaardigheden
- Meissen porselein
- Slot Albrechtsburg
- Dom van Meißen
- Frauenkirche

## Galerij

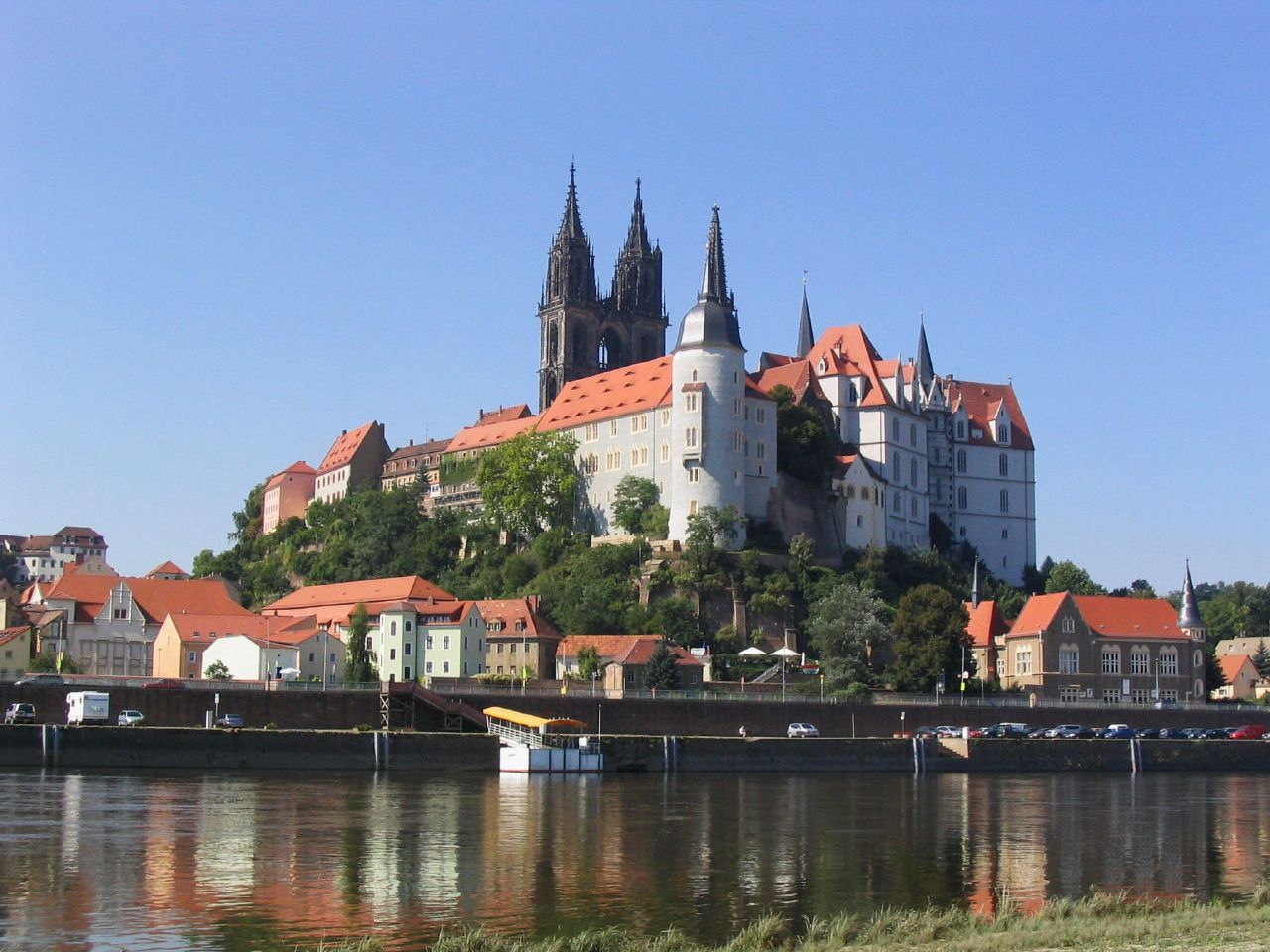
Kathedraal, Slot Albrechtsburg
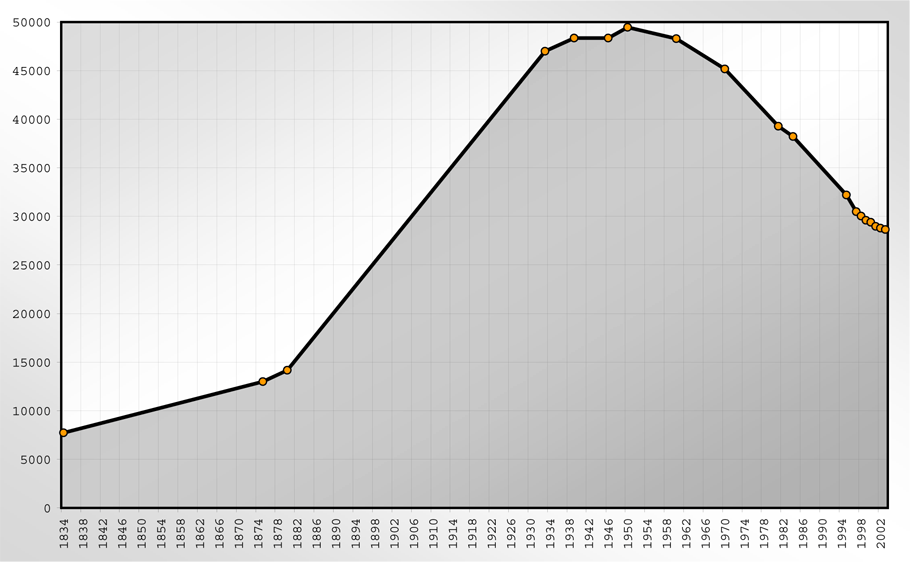
Bevolkingsontwikkeling

Coswig ·
Diera-Zehren ·
Ebersbach ·
Glaubitz ·
Gröditz ·
Großenhain ·
Hirschstein ·
Käbschütztal ·
Klipphausen ·
Lampertswalde ·
Lommatzsch ·
Meißen ·
Moritzburg ·
Niederau ·
Nossen ·
Nünchritz ·
Priestewitz ·
Radebeul ·
Radeburg ·
Riesa ·
Röderaue ·
Schönfeld ·
Stauchitz ·
Strehla ·
Thiendorf ·
Weinböhla ·
Weißig a. Raschütz ·
Wülknitz ·
Zeithain